# Дулаев, Александр Кайсинович
Александр Кайсинович Дулаев (род. 11 января 1963, Орджоникидзе) — советский и российский учёный, травматолог-ортопед, организатор здравоохранения, доктор медицинских наук, профессор. Заведующий кафедрой травматологии и ортопедии, руководитель отдела травматологии и ортопедии НИИ хирургии и неотложной медицины Первого Санкт-Петербургского государственного медицинского университета имени академика И. П. Павлова. Заместитель главного травматолога Министерства обороны Российской Федерации (1999—2009). Главный травматолог Министерства обороны Российской Федерации (2000—2003). Главный внештатный специалист травматолог-ортопед Комитета по здравоохранению Правительства Санкт-Петербурга. Заслуженный врач Российской Федерации (2009). Ветеран боевых действий. Полковник медицинской службы запаса.

## Биография
Родился 11 января 1963 года в городе Орджоникидзе Северо-Осетинской АССР в семье служащего.
В 1986 году с отличием и золотой медалью окончил факультет подготовки врачей для ракетных и сухопутных войск Военно-медицинской академии им. С. М. Кирова. После окончания академии был назначен начальником медицинской службы войсковой части. Лично участвовал в оказании медицинской помощи раненым в ходе боевых действий в Афганистане (1987). Организовывал медицинское обеспечение боевых действий на Северном Кавказе в должности главного травматолога объединённой группировки войск (1995, 1999).
В 1992 году защитил кандидатскую диссертацию, а в 1997 году защитил докторскую диссертацию.
С 1994 г. — преподаватель, а с 1998 профессор кафедры военной травматологии и ортопедии имени Г. И. Турнера Военно-медицинской академии им. С. М. Кирова. С 1999 по 2007 гг. — заместитель начальника кафедры военной травматологии и ортопедии имени Г. И. Турнера Военно-медицинской академии им. С. М. Кирова. С 1999 г. по 2009 г. заместитель главного травматолога Министерства обороны РФ. С 2000 г. по 2003 г. главный травматолог Министерства обороны РФ.
С 2007 г. по 2009 г. — главный травматолог Центрального военно-клинического госпиталя им. А. А. Вишневского МО РФ. Участвовал в медицинском обеспечении на территории Северной и Южной Осетии во время войны в Грузии (2008).
В 2009 году был принят на должность ведущего научного сотрудника клинического отдела в Санкт-Петербургский НИИ скорой помощи им. И. И. Джанелидзе. В 2010 году избран по конкурсу руководителем отдела травматологии, ортопедии и вертебрологии НИИ скорой помощи им. И. И. Джанелидзе. Принимал активное участие в оказании медицинской помощи пострадавшим в результате стихийных бедствий, катастроф, террористических актов. Участвовал в оказании специализированной медицинской помощи пострадавшим в ночном клубе «Хромая лошадь» (2009). За оказание помощи пострадавшим во время террористического акта на «Невском экспрессе» присвоено звание «Заслуженный врач Российской Федерации» (2009).
В 2011 году был назначен временно исполняющим обязанности заведующего кафедрой травматологии и ортопедии Первого Санкт-Петербургского государственного медицинского университета имени академика И. П. Павлова (ПСПбГМУ им. акад. И. П. Павлова). В 2012 году Александр Кайсинович Дулаев был избран заведующим кафедрой травматологии и ортопедии ПСПбГМУ им. акад. И. П. Павлова. С назначением Александра Кайсиновича пришло международное признание заслуг кафедры, а также существенно преобразился профессорско-преподавательский состав. В 2017 году принимал непосредственное участие в организации оказания медицинской помощи пострадавшим во время террористического акта в петербургском метро.
В 2023 году назначен на должность главного внештатного специалиста травматолога-ортопеда Комитета по здравоохранению Правительства Санкт-Петербурга.
Под научным руководством Александра Кайсиновича защищена 21 кандидатская и 3 докторских диссертации.

## Членство
- Член диссертационного совета Д 999.037.02 по специальности «травматология и ортопедия»
- Члена научного совета РАН по проблемам скорой медицинской помощи и сочетанной травмы.
- Член проблемной комиссии Министерства Здравоохранения РФ по сочетанной травме
- Член экспертного совета по здравоохранению при Межпарламентской Ассамблее государств — участников СНГ
- Член Медицинского совета при Губернаторе Санкт-Петербурга
- Член правления Ассоциации травматологов-ортопедов России
- Член правления Российской ассоциации хирургов-вертебрологов[10]
- Член редакционной коллегии журнала «Хирургия позвоночника»[11] (список ВАК РФ)
- Член редакционной коллегии научно-практического журнала «Травматология и ортопедия России»[12] (список ВАК РФ)
- Член редакционной коллегии научно-практического рецензируемого журнала «Учёные записки Первого Санкт-Петербургского государственного медицинского университета имени академика И. П. Павлова»[13] (список ВАК РФ)
- Член редакционной коллегии научно-практического журнала «Профилактическая и клиническая медицина»[14]
- Член редакционного совета журнала «Политравма»[15]
- Член и лектор международных обществ AO-spine и AO-Trauma (Россия)
- Член организационного комитета Всероссийский конгресса по травматологии с международным участием «Медицинская помощь при травмах: новое в организации и технологиях» (2017, 2018, 2019, 2020, 2021, 2022, 2023, 2024, 2025)

## Награды, почетные звания
- Орден Мужества

Митрополит Варсонофий награждает профессора А.К. Дулаева в Спасо-Преображенском соборе, 2023 год

- Медаль ордена «За заслуги перед Отечеством» II степени с изображением мечей
- Медаль «За отличие в военной службе» I степени
- Медаль «За отличие в военной службе» II степени
- Медаль «За безупречную службу» III степени
- Заслуженный врач Российской Федерации
- Заслуженный врач Республики Северная Осетия-Алания[16]
- Заслуженный врач Республики Южная Осетия
- Почётная грамота Министра здравоохранения РФ
- Почётная грамота губернатора Санкт-Петербурга
- Мастер спорта СССР по греко-римской борьбе
- Ветеран боевых действий (2007 г.)
- Ветеран военной службы (2009 г.)
- Лауреат премии имени И. И. Джанелидзе на лучшую научно-исследовательскую работу по тематике «Неотложная медицина» (2019 г.)
- Почетный диплом Гуманитарного фонда «Личности Петербурга» (2022 г.)
- Серебряная медаль «Святого первоверховного апостола Петра» (2023 г.)[17]
- Благодарность Президента Российской Федерации (25 марта 2025 года) — за заслуги в подготовке высококвалифицированных специалистов, научно-педагогической деятельности и многолетнюю добросовестную работу[18]

## Избранная библиография
Александр Кайсинович Дулаев является автором и соавтором более 750 научных работ по актуальным проблемам травматологии и ортопедии, нейрохирургии, организации здравоохранения, имеет 10 патентов и изобретений. Соавтор 5 учебников и более чем 30 учебных пособий по травматологии и ортопедии, нейрохирургии и военно-полевой хирургии, рекомендованных Министерствами образования и обороны РФ.
Книги
- Шаповалов, В. М., Гуманенко, Е. К., Дулаев А. К., Ганин В. Н., Дыдыкин А. В. Хирургическая стабилизация таза у раненых и пострадавших. — СПб.: МОРСАР АВ, 2000. — 240 с., ил.
- Гайдар Б. В., Дулаев А. К., Практическая нейрохирургия: Руководство для врачей. — СПб.: Гиппократ, 2002 г. — 648 с.: ил.
- Дулаев А. К., Минимально инвазивный остеосинтез при лечении пострадавших с переломами длинных костей конечностей и нестабильными повреждениями таза. — СПб.: Борей Арт, 2007. — 292 с.
- Дулаев А. К., Кутянов Д. И., Мануковский В. А. Деформации позвоночника. Учебное пособие. — СПб.: Фолиант (мед.), 2019 г. — 56 с.
- Дулаев А. К., Кутянов Д. И., Мануковский В. А., Брижань С. Л. Острые заболевания позвоночника: дифференциальная диагностика и лечебная тактика. — СПб.: Фолиант (мед.), 2019 г. — 40 с.
- Дулаев А. К. Лечение внесуставных переломов проксимального отдела бедренной кости: монография. — СПб.: РИЦ ПСПбГМУ, 2019. — 168с.

Статьи
- Дулаев А. К., Мануковский В. А., Аликов З. Ю., Горанчук Д. В., Дулаева Н. М., Абуков Д. Н., Булахтин Ю. А., Мушкин М. А. Диагностика и хирургическое лечение неблагоприятных последствий позвоночно-спинномозговой травмы // Хирургия позвоночника. — 2014. — № 1. — С. 71-77.
- Дулаев А. К., Аликов З. Ю., Дулаева Н. М., Абуков Д. Н., Мушкин М. А., Горанчук Д. В. Неотложная специализированная медицинская помощь пациентам с неспецифическими инфекционными поражениями позвоночника // Хирургия позвоночника. — 2015. — Т. 12. — № 4. — С. 70-79.
- Дулаев А. К., Мануковский В. А., Шляпников С. А., Тамаев Т. И., Мануковский В. А., Батыршин И. М., Беляков Ю. В., Сериков В. В., Афанасьева И. С. Терапия отрицательным давлением при гнойно-воспалительных осложнениях после хирургических вмешательств на позвоночнике // Хирургия позвоночника. — 2017. — Т. 14. — № 1. — С. 78-84.
- Дулаев А. К., Мануковский В. А., Кутянов Д. И., Брижань С. Л., Желнов П. В. Централизованная система оказания специализированной хирургической помощи пацентам с острой нетравматической патологией позвоночника в современном мегаполисе // Хирургия позвоночника. — 2017. — Т. 14. — № 2. — С. 41-49.
- Дулаев А. К., Кажанов И. В., Мануковский В. А., Петров А. В., Аликов З. Ю., Микитюк С. И. Стабилизация заднего отдела тазового кольца у пострадавших с политравмой способом минимально инвазивной пояснично-тазовой фиксации // Хирургия позвоночника. — 2017. — Т. 14. — № 3. — С. 40-46.
- Мушкин М. А., Дулаев А. К., Мушкин А. Ю. Опухолевые поражения позвонков: концепция комплексной оценки применительно к условиям неотложной помощи // Хирургия позвоночника. — 2018. — Т. 15. — № 3. — С. 92-99.
- Дулаев А. К., Мануковский В. А., Кутянов Д. И., Искровский С. В., Брижань С. Л., Желнов П. В., Дулаева Н. М. Эффективность централизованной системы оказания специализированной помощи при острой позвоночно-спинномозговой травме в современном мегаполисе // Хирургия позвоночника. — 2019. — Т. 16. — № 1. — С. 8-15.